# Church Knowle
Church Knowle ist ein kleines Dorf auf der Halbinsel Isle of Purbeck in der Grafschaft Dorset im Süden von England.

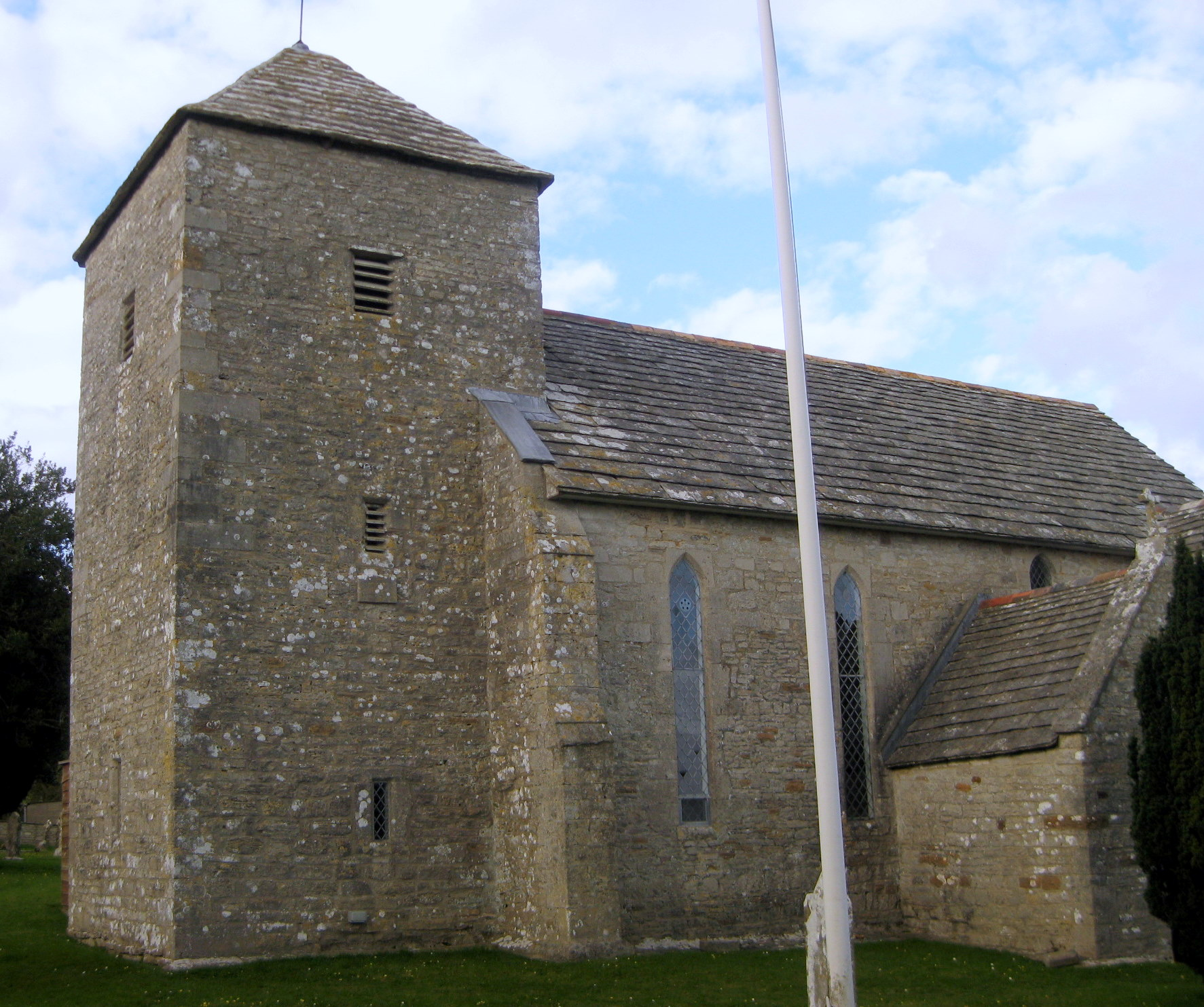
Church Knowle, St Peter’s Church

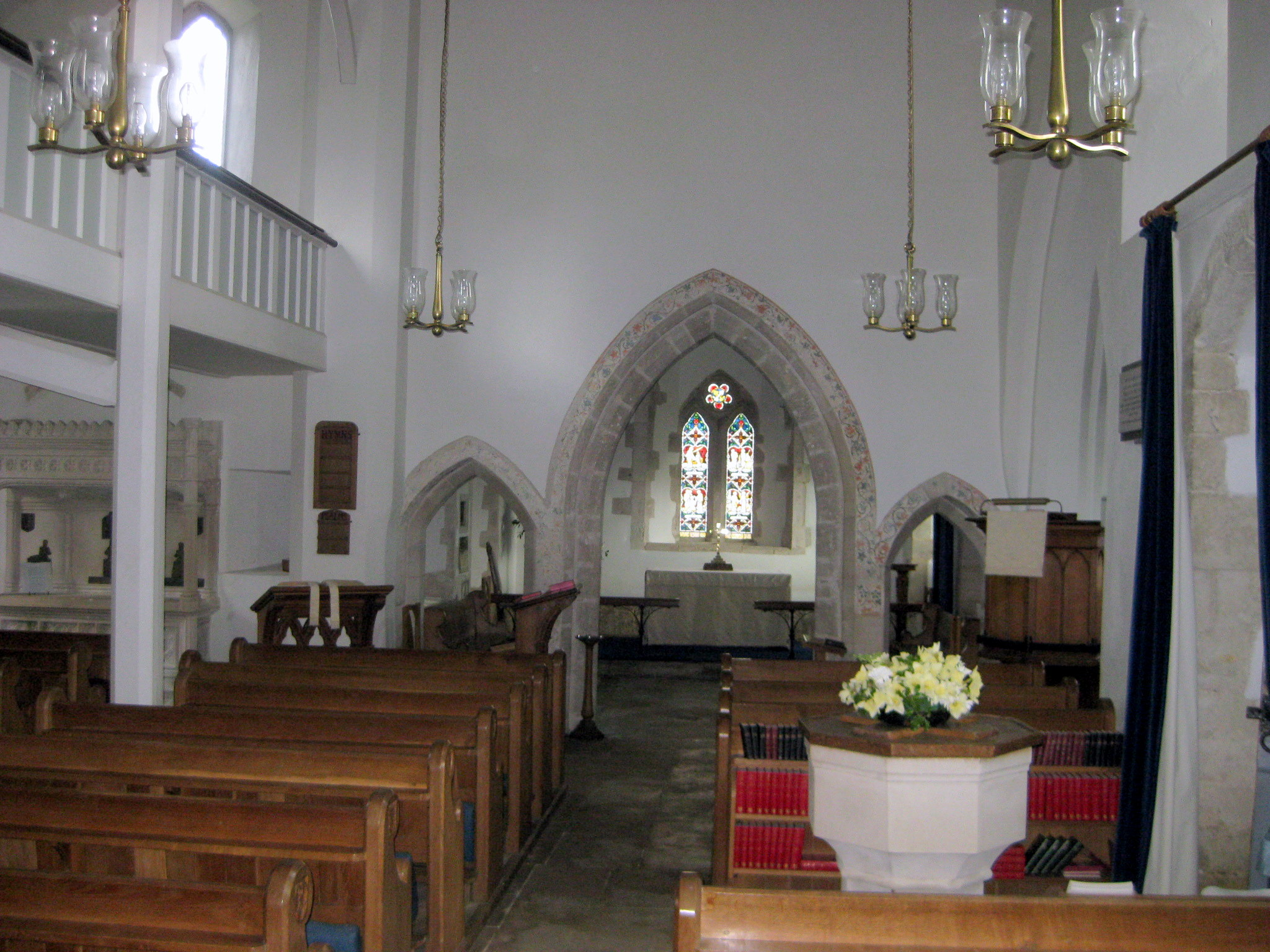
St Peter’s Church, innen

Church Knowle liegt nördlich der Purbeck Hills, inmitten der Isle of Purbeck. Die Ortschaft liegt innerhalb der Gemeinde von Corfe Castle. Sie liegt circa zwei Kilometer westlich vom Dorf Corfe Castle, neun Kilometer westlich von Swanage und sieben Kilometer südöstlich von Wareham. Das Dorf hat 303 Einwohner (Stand: 2001).
Die Sachsen nannten das  Dorf cnolle, was ‚Spitze eines Hügels‘ bedeutet. Das Dorf wurde 1086 im Doomsday Book als Chenolle erwähnt.
Die Kirche aus dem 13. Jahrhundert heißt Saint Peter’s Church. Die Liste der Rektoren enthält 40 Namen und reicht zurück bis 1327. Bis zur Mitte des 18. Jahrhunderts war Saint Peter’s eine perfekte kreuzförmige Kirche mit Chor, Langhaus, Westturm und mit einem Nord- sowie einem südlichen Querschiff. Zwischen 1833 und 1841 wurden bauliche Änderungen vorgenommen.
Geboren in Bucknowle Farm außerhalb Church Knowle und beerdigt auf dem Kirchhof sind die beiden Brüder, die im Jahr 1866 die erste Dampflokomotive zur Isle of Purbeck brachten. William Joseph Pike and John William Pike waren Purbeck Ball Clay Händler. Sie bauten um 1840 eine Eisenbahnlinie von Ridge nach Furzebrook. Später haben sie diese nach Creech erweitert.
Nicht weit von Church Knowle ist Blashenwell Farm Pit, ein Gebiet von besonderem wissenschaftlichen Interesse, das im Jahr 1985 zur Site of Special Scientific Interest erklärt wurde.